# Dekanat Blachownia
Dekanat Blachownia – jeden z 36 dekanatów archidiecezji częstochowskiej. Znajduje się w regionie częstochowskim. Składa się z 7 parafii.

## Lista parafii
| Lp | Miejscowość / parafia                              | Proboszcz / administrator | Kościół                                                                               | Zdjęcie |
| -- | -------------------------------------------------- | ------------------------- | ------------------------------------------------------------------------------------- | ------- |
| 1  | Aleksandria Parafia św. Maksymiliana Marii Kolbego | ks. Jacek Szczecina       | Kościół św. Maksymiliana Marii Kolbego w Aleksandrii                                  |         |
| 2  | Blachownia Parafia Najświętszego Zbawiciela        | ks. Mariusz Mruszczyk     | Kościół Najświętszego Zbawiciela w Blachowni                                          |         |
| 3  | Blachownia Parafia Świętego Franciszka z Asyżu     | ks. Artur Stopikowski     | Kościół św. Franciszka z Asyżu w Blachowni                                            |         |
| 4  | Blachownia Parafia Świętego Michała Archanioła     | ks. Tomasz Wrona          | Kościół Najświętszej Maryi Panny Królowej Polski i św. Michała Archanioła w Blachowni |         |
| 5  | Bór Zapilski-Czarna Wieś Parafia św. Jacka         | ks. Andrzej Marszałek     | Kościół św. Jacka w Borze Zapilskim                                                   |         |
| 6  | Konopiska Parafia Świętego Walentego               | ks. Eugeniusz Krzyśko     | Kościół św. Walentego w Konopiskach                                                   |         |
| 7  | Rększowice Parafia Najświętszego Serca Pana Jezusa | ks. Sebastian Ciastek     | Kościół Najświętszego Serca Pana Jezusa w Rększowicach                                |         |